# Первая леди КНДР
Первая леди Корейской Народно-Демократической Республики (кор. 조선민주주의인민공화국 영부인?, 朝鮮民主主義人民共和國 令夫人?), также известная как Первая леди Северной Кореи — титул супруги высшего руководителя КНДР.
Во время правления Ким Ир Сена Ким Сон Э приняла на себя обязанности первой леди. Эта должность осталась вакантной под руководством Ким Чен Ира, который был дважды женат и имел три семейных партнёрства в разное время. Эта позиция была восстановлена при Ким Чен Ыне после межкорейского саммита в апреле 2018 года.
В апреле 2018 года Ли Соль Чжу, которая замужем за третьим верховным лидером Ким Чен Ыном, была повышена до «уважаемой первой леди» (этот термин не использовался с 1974 года). Государственные СМИ ранее называли Ли Соль Чжу «товарищем»; акция прошла в преддверии межкорейского саммита в апреле 2018 года, на котором присутствовали Ли Соль Чжу и первая леди Южной Кореи Ким Чжон Сук.

## Список первых леди КНДР
| № | Фото | Имя (годы жизни)             | Полномочия      | Полномочия      | Высший руководитель | Примечания        |
| № | Фото | Имя (годы жизни)             | Начало          | Окончание       | Высший руководитель | Примечания        |
| - | ---- | ---------------------------- | --------------- | --------------- | ------------------- | ----------------- |
| 1 |      | Ким Сон Э (1924–2014)        | 17 декабря 1963 | 15 августа 1974 | Ким Ир Сен          | [ 4 ] [ 5 ] [ 6 ] |
| 2 |      | Ли Соль Чжу (род. 1985–1989) | 29 декабря 2011 | действующая     | Ким Чен Ын          | [ 7 ] [ 8 ] [ 9 ] |